# Бобовцы (Черновицкая область)
Бобо́вцы (укр. Бобівці) — село в Сторожинецкой городской общине Черновицкого района Черновицкой области Украины.
До 2020 года входило в Сторожинецкий район
Население по переписи 2001 года составляло 1852 человека. Почтовый индекс — 59013. Телефонный код — 3735. Занимает площадь  км². Код КОАТУУ — 7324581001.